# Твердотільний лазер
Твердотільний лазер (англ. solid state laser) — лазер, в якому активним середовищем є тверда матриця (кристал або скло), насичена якимсь іоном (напр., Nd3+, Cr3+, Er3+).
Довжина хвилі випромінювання залежить від активного йона, лазерів можна настроювати у досить широких межах (наприклад,
від 700 до 1000 нм для насиченого Ті3+ сапфіру).
Різновидами твердотільного лазера є волоконний лазер і напівпровідниковий лазер. Найпершим твердотілим лазером і одночасно першим працюючим лазером в світі був випромінювач на рубіні, накачування якого здійснювалася випромінюванням імпульсної газорозрядної лампи. Цей лазер був створений в 1960 році Т. Майманом.
| Робоче тіло                                                                               | Довжина хвилі                                             | Джерело накачування                                                            | Застосування |
| ----------------------------------------------------------------------------------------- | --------------------------------------------------------- | ------------------------------------------------------------------------------ | --- |
| Рубіновий лазер                                                                           | 694,3 нм                                                  | Імпульсна лампа                                                                | Голографія, видалення татуювань. Перший представлений тип лазера (1960). |
| Алюмо-ітрієві лазери з легуванням неодимом (Nd:YAG)                                       | 1,064 мкм, (1,32 мкм)                                     | Імпульсна лампа, лазерний діод                                                 | Обробка матеріалів, лазерні далекоміри, лазерні цілевказівники , хірургія, наукові дослідження, накачування інших лазерів. Один з найпоширеніших лазерів високої потужності. Зазвичай працює в імпульсному режимі (частки наносекунд). Нерідко використовується в поєднанні з подвоювачем частоти. Відомі конструкції з квазінеперервним режимом випромінювання. |
| Лазер на фториді ітрій-літію з легуванням неодимом (Nd:YLF)                               | 1,047 і 1,053 мкм                                         | Імпульсна лампа, лазерний діод                                                 | Найбільш часто використовуються для накачування титан-сапфірових лазерів, використовуючи ефект подвоєння частоти в нелінійній оптиці. |
| Лазер на ванадат ітрію (YVO4) з легуванням неодимом (Nd:YVO)                              | 1,064 мкм                                                 | Лазерні діоди                                                                  | Найбільш часто використовуються для накачування титан-сапфірових лазерів, використовуючи ефект подвоєння частоти в нелінійній оптиці. |
| Лазер на неодимовому склі (Nd:Glass)                                                      | ~ 1,062 мкм (Силікатні скла), ~ 1,054 мкм (Фосфатні скла) | Імпульсна лампа, Лазерні діоди                                                 | Лазери надвисокої потужності (теравати) і енергії (мегаджоуля). Зазвичай працюють в нелінійному режимі потроєння частоти до 351 нм в пристроях лазерної плавки. Лазерний термоядерний синтез (ЛТС). Накачування рентгенівських лазерів. |
| Титан-сапфіровий лазер                                                                    | 650-1100 нм                                               | Інший лазер                                                                    | Спектроскопія, лазерні далекоміри, наукові дослідження. |
| Алюмо-ітрієві лазери з легуванням туліем (Tm: YAG)                                        | 2,0 мкм                                                   | Лазерні діоди                                                                  | Лазерні радари |
| Алюмо-ітрієві лазери з легуванням ітербієм (Yb: YAG)                                      | 1,03 мкм                                                  | Імпульсна лампа , Лазерні діоди                                                | Обробка матеріалів, дослідження надкоротких імпульсів, мультифотонна мікроскопія, лазерні далекоміри. |
| Алюмо-ітрієві лазери з легуванням Гольма (Ho: YAG)                                        | 2,1 мкм                                                   | Лазерні діоди                                                                  | Медицина |
| Церий-легований літій-стронцій (або кальцій)-алюмо-фторідний лазер (Ce: LiSAF, Ce: LiCAF) | ~ 280—316 нм                                              | Лазер Nd:YAG з учвертненням частоти, ексимерний лазер, лазер на парах ртуті.   | Дослідження атмосфери, лазерні далекоміри, наукові розробки. |
| Лазер на олександриті з легуванням хромом                                                 | Настроюється в діапазоні від 700 до 820 нм                | Імпульсна лампа, Лазерні діоди. Для безперервного режиму — дугова ртутна лампа | Дерматологія, лазерні далекоміри. |
| Волоконний лазер з легуванням ербієм                                                      | 1,53-1,56 мкм                                             | Лазерні діоди                                                                  | Оптичні підсилювачі в волоконно-оптичних лініях зв'язку, обробка металів (різання, зварювання, гравірування), терморозжарювання скла, медицина, косметологія. |
| Лазери на фториді кальцію, легованому ураном (U: CaF2)                                    | 2,5 мкм                                                   | Імпульсна лампа                                                                | Перший 4-х рівневий твердотільний лазер, другий працюючий тип лазера (після рубінового лазера Маймай), охолоджувався рідким гелієм, сьогодні ніде не використовується. |